# Unione Sportiva Altamura 1996-1997
Questa voce raccoglie le informazioni riguardanti  l'Unione Sportiva Altamura nelle competizioni ufficiali della stagione 1996-1997.

## Rosa
| N. |                   | Ruolo | Calciatore           |
| -- | ----------------- | ----- | -------------------- |
|    | Italia (bandiera) | C     | Michele Angelastro   |
|    | Italia (bandiera) | A     | Massimo Anselmi      |
|    | Italia (bandiera) | D     | Alessio Baldoni      |
|    | Italia (bandiera) | A     | Luca Barbieri        |
|    | Italia (bandiera) | C     | Angelo Bisci         |
|    | Italia (bandiera) | C     | Massimo Carlone      |
|    | Italia (bandiera) | P     | Domenico Crocioni    |
|    | Italia (bandiera) | C     | Mauro De Bari        |
|    | Italia (bandiera) | C     | Beniamino De Giosa   |
|    | Italia (bandiera) |       | De Matteo            |
|    | Italia (bandiera) | D     | Francesco Di Spirito |
|    | Italia (bandiera) | D     | Antonio Fineo        |
|    | Italia (bandiera) | A     | Gianni Fiorino       |
|    | Italia (bandiera) |       | Foggetti             |
|    | Italia (bandiera) | C     | Domenico Giacomarro  |
|    | Italia (bandiera) | C     | Bruno Guardati       |

| N. |                   | Ruolo | Calciatore             |
| -- | ----------------- | ----- | ---------------------- |
|    | Italia (bandiera) | D     | Dario Italia           |
|    | Italia (bandiera) |       | Lombardini             |
|    | Italia (bandiera) | P     | Dario Lo Porchio       |
|    | Italia (bandiera) | D     | Sandro Luciano         |
|    | Italia (bandiera) | D     | Donatello Marcosano    |
|    | Italia (bandiera) | A     | Leonardo Martinelli    |
|    | Italia (bandiera) | A     | Fabio Moscelli         |
|    | Italia (bandiera) | A     | Rocco Napoli           |
|    | Italia (bandiera) | D     | Alberto Nocerino       |
|    | Italia (bandiera) | P     | Marco Onorati          |
|    | Italia (bandiera) | D     | Massimiliano Pugliatti |
|    | Italia (bandiera) | C     | Antonio Rubino         |
|    | Italia (bandiera) | D     | Roberto Sacco          |
|    | Italia (bandiera) | C     | Francesco Segreto      |
|    | Italia (bandiera) | C     | Ambrogio Stucci        |
|    | Italia (bandiera) | D     | Massimiliano Torrice   |